# Meka caklenjača
Meka caklenjača (lat. Salicornia europaea, sin. Salicornia herbacea), raste na europskim muljevitim morskim obalama. To je biljka koja ima debele, mesnate, zelene člankovite stabljike. Prilagodba biljke je pohranjivanje vode u stabljici jer slano stanište oduzima biljci tekućinu. Stabljike se mogu koristiti za jelo tako što se kisele u octu ili jedu sirove kao salata. Mogu se kuhati i kao varivo.